# Nettoyage social
Le nettoyage social est toute pratique ou intention visant à éliminer des membres de la société considérés comme « indésirables », notamment les sans-abris, les criminels, les enfants des rues, les personnes âgées, les travailleurs du sexe, etc.. Ce phénomène est causé par une combinaison de facteurs économiques et sociaux et est présent dans les régions ayant un taux de pauvreté et une inégalité des richesses élevés. Les efforts de gouvernements locaux et nationaux dans le but de cesser le nettoyage social ont été largement inefficaces et les forces des gouvernements et de police sont souvent impliqués dans ces genres de meurtre, particulièrement en Amérique du Sud.

## Colombie
Selon le Centre national de la mémoire historique (CNMH), la ville de Cali, la troisième ville la plus importante de Colombie en nombre d'habitants, serait la plus touchée par ces massacres. Entre 1988 et 2013, près de 5 000 personnes y ont été assassinées dans des opérations de nettoyage social. Pour le CNMH, organisme gouvernemental, 77 % de ces meurtres seraient le fait de groupes spécifiquement dévolus au nettoyage social, 18 % de groupes paramilitaires et 5 % de groupes non-identifiés.
Les enfants des rues, les sans-abris, les délinquants, les toxicomanes, les prostituées et les travestis constituent les cibles privilégiés. Selon un reportage de Vice News, le harcèlement par la police est fréquent et pousse les sans-abris à se réfugier au plus profond des canalisations de la ville : « Ils viennent constamment ici, t’attrapent et t’emmènent au poste de police. Là ils te frappent dur et t’aspergent avec un puissant jet d’eau. Ils te disent que tu es bon pour le nettoyage social. Ils ne te disent pas quand mais quand c’est ton tour, c’est ton tour ». Lorsque leurs agresseurs ne peuvent pas les atteindre par balles ou au couteau alors ils déversent de l’essence dans les bouches d’égouts et y mettent le feu : « Il y a six mois les paramilitaires sont venus et ont mis le feu à une petite fille. Ils ont versé de l’essence sur elle et l’ont enflammée ».

## Guatemala
Après la fin de la guerre civile, d'anciens militaires se sont organisés en bandes criminelles pour éviter la mise en place d'une justice transitionnelle effective pour les victimes de crimes de guerre. Menacés par le processus de transition démocratique, ils répondaient par des exécutions (de militants politiques ou associatifs). L'exemple le plus notable fut l'assassinat de l’évêque Juan José Gerardi Conedera sur ordre d'un commandant d'une base militaire. Le politiste Edgar Gutierrez souligne que ces groupes « étaient mus par une ambition plus vaste : le contrôle de l’État et de l'économie. La plupart des officiers de renseignement de la dictature militaire sont devenus pendant ces années des infiltrés de la criminalité organisée à proximité ou au sein de l’État.
Un rapport de la Commission internationale contre l'impunité au Guatemala publié en 2010 accuse le gouvernement d'Óscar Berger (2004-2008) d’avoir mené des opérations de « nettoyage social » et d’avoir commandité des exécutions extra-judiciaires. Philip Alston, rapporteur aux Nations unies, avait déjà, en 2007, dénoncé des opérations de nettoyage social impliquant le gouvernement guatémaltèque. Erwin Sperisen, le directeur de la police nationale, a déclaré pour sa part que le recours à la force légale et extra-légale contre « les individus socialement indésirables » représentait une « mesure nécessaire » pour assurer la prospérité économique.
Depuis le début de l’année 2013, des associations alertent sur la recrudescence du « nettoyage social » au sein des dirigeants et communautés mayas militant pour la défense de leurs territoires et ressources naturelles, dont souhaiteraient s'emparer certaines grandes entreprises. Cent soixante-neuf attaques de défenseurs des droits humains ont eu lieu au premier trimestre 2013 selon l’Unité de protection des défenseurs du Guatemala.

## Pérou
Pendant le conflit armé interne, le MRTA a mis en œuvre des « croisades contre le vice », tandis que le Sentier lumineux a élaboré des « listes noires ». Ces campagnes visaient à éliminer, y compris par la torture, les populations considérées comme « indésirables »,.